# Lindmania marahuacae
Lindmania marahuacae är en gräsväxtart som först beskrevs av L.B.Sm., Steyerm. och Harold Ernest Robinson, och fick sitt nu gällande namn av Lyman Bradford Smith. Lindmania marahuacae ingår i släktet Lindmania och familjen Bromeliaceae. Inga underarter finns listade i Catalogue of Life.